# Азарьевы
Азарьевы (Озарьевы) — древний русский дворянский род.
Герольдией Правительствующего Сената в древнем дворянстве признаны только Азарьевы записанные Тверским дворянским депутатским собранием в VI часть дворянской родословной книги Тверской губернии России.

## История рода
Ушат Азарьев владел поместьем в Шелонской пятине (1576). Афанасий Микулич служил стрелецким сотником (1588).
Иван Иванович Азарьев, владел населёнными имениями в Ржевском уезде Тверской губернии, которое принадлежало его сыну Михаилу (1624), принимавшего участие в Земском соборе (1642) в качестве выборного от Ржева, его потомки внесены в родословную книгу Тверской и Новгородской губерний. Московскими дворянами числились Иван Иванович и Леонтий Романович Азарьевы (1658)
Потомки Ивана Ивановича владели поместьями в Новгородской, Тверской и Псковской губерниях Российской империи.
Пять представителей рода владели населёнными имениями (1699).

## Описание герба
В лазоревом щите серебряное старинное судно с чёрными украшениями и серебряным оснащением.
Щит увенчан дворянским коронованным шлемом. Нашлемник: пять стеблей камыша натурального цвета с зелеными листьями. Намёт: лазоревый с серебром. Щитодержатели: серебряные морские кони с червлёными глазами и ноздрями. Девиз: «СВОБОДА И ТРУД» серебряными буквами на лазоревой ленте. Герб рода Азарьевых внесён в Часть 18 Общего гербовника дворянских родов Всероссийской империи, стр. 6.